# Ulica Tadeusza Pawlikowskiego w Krakowie
Ulica Tadeusza Pawlikowskiego – ulica w Krakowie, w dzielnicy I Stare Miasto na Piasku. Ma 132 m długości.

## Historia
Ulicę wytyczono w latach 30. XX wieku. Początkowo nosiła nazwę Ambrożego Grabowskiego Bocznej, a w 1951 roku Rada Miasta Krakowa nadała ulicy imię Tadeusza Pawlikowskiego, polskiego reżysera i dyrektora teatrów.
Numeracja budynków rozpoczyna się od skrzyżowania z ulicą Ambrożego Grabowskiego. Ulica jest ślepa, mierzy około 130 metrów długości.
W 2022 roku na fasadzie kamienicy Pawlikowskiego 7 umieszczono tablicę upamiętniającą Adama Zagajewskiego, który mieszkał tu w latach 2002–2021. Tablicę odkłoniła jego żona Maja Zagajewska. W uroczystości wziął udział ówczesny Prezydent Krakowa, Jacek Majchrowski.

## Zabudowa
Zlokalizowane wzdłuż ulicy zabudowania są modernistycznymi kamienicami czynszowymi. Kamienica nr 16 powstała według projektu jednej nielicznych w Polsce w okresie międzywojennym kobiet-architektek, Diany Reiterówny.
Po parzystej stronie:
- ul. T. Pawlikowskiego 4 – kamienica, wybudowana w 1938 roku według projektu Ignacego Bierera.
- ul. T. Pawlikowskiego 6 – kamienica, wybudowana w 1938 roku według projektu Izydora Goldbergera.
- ul. T. Pawlikowskiego 8 – kamienica, wybudowana w 1938 roku według projektu Samuela Wexnera i Henryka Jakubowicza.
- ul. T. Pawlikowskiego 10 – kamienica, wybudowana w 1938 roku według projektu Henryka Jakubowicza i Samuela Wexnera.
- ul. T. Pawlikowskiego 12 – kamienica, wybudowana w 1938 roku według projektu Samuela Manbera.
- ul. T. Pawlikowskiego 16 – kamienica, wybudowana w 1938 roku według projektu Diana Reiter.

Po nieparzystej stronie ulicy:
- ul. T. Pawlikowskiego 3 – kamienica, wybudowana w 1938 roku według projektu P. Zdybalskiego i Ignacego Bierera.
- ul. T. Pawlikowskiego 5 – kamienica, wybudowana w 1939 roku według projektu Stefana Żeleńskiego.
- ul. T. Pawlikowskiego 7 – kamienica, wybudowana w 1939 roku według projektu Samuela Singera.
- ul. T. Pawlikowskiego 9 – kamienica, wybudowana w 1938 roku według projektu Alfreda Düntucha i Stefana Landsbergera.

Opracowano na podstawie źródła: Gminnej ewidencji zabytków – Kraków.

## Galeria

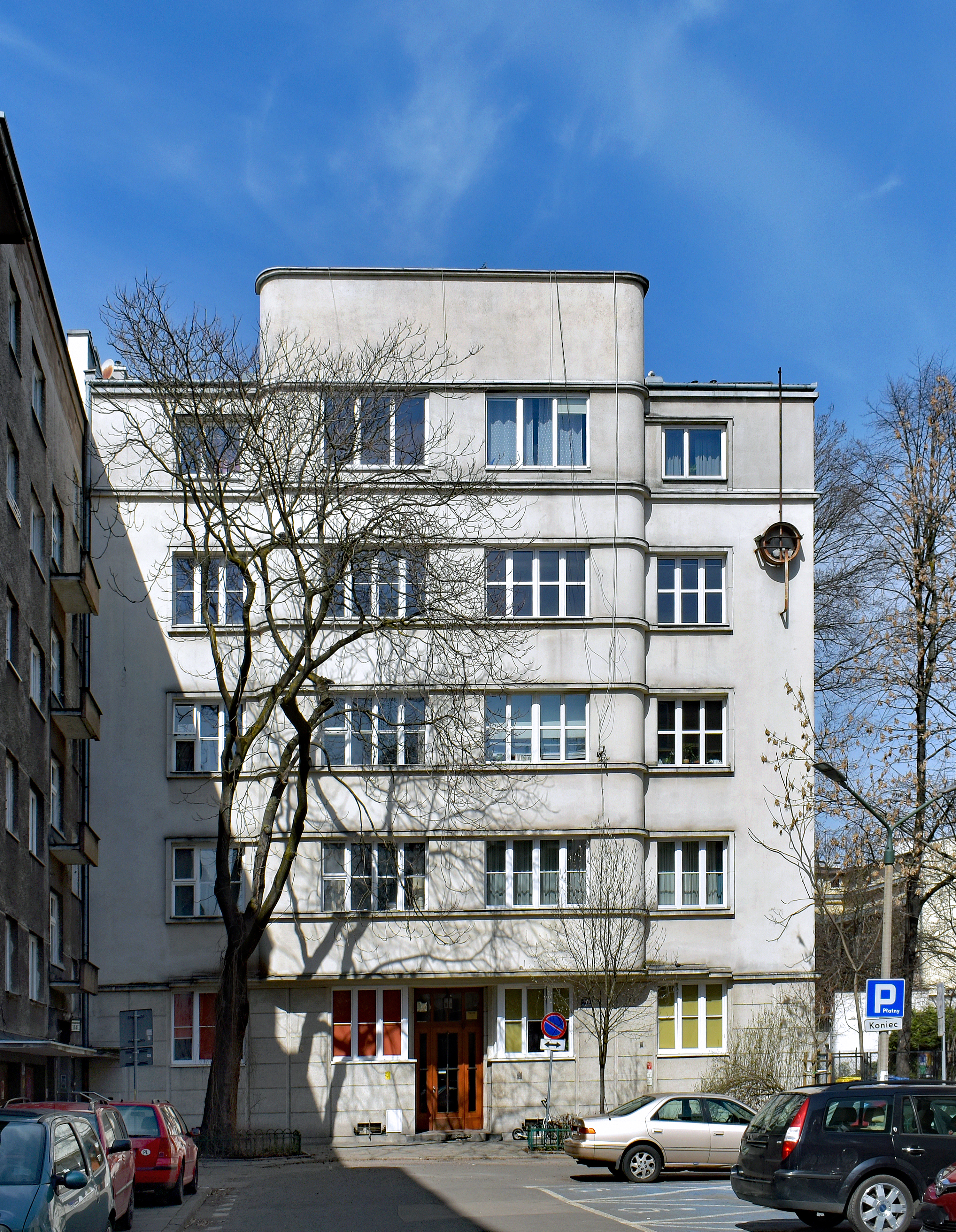
ul. T. Pawlikowskiego 16 (proj. Diana Reiter, 1938)